# Trèbes
Trèbes település Franciaországban, Aude megyében. Lakosainak száma 5386 fő (2022. január 1.). Trèbes Badens, Barbaira, Berriac, Bouilhonnac, Carcassonne, Floure, Fontiès-d’Aude, Laure-Minervois, Marseillette, Rustiques és Villedubert községekkel határos.

## Népesség
A település népessége az elmúlt években az alábbi módon változott:
| Lakosok száma | 2958 | 5526 | 5575 | 5618 | 5410 | 5587 | 5601 | 5502 | 5438 | 5386 |
|               | 1968 | 1982 | 1990 | 2006 | 2013 | 2015 | 2017 | 2019 | 2020 | 2022 |